# Марицатек
„Марицатек“ АД е текстилно предприятие в Пловдив.

## История
„Марицатек“ АД е текстилно предприятие, създадено през 2011 г. в Пловдив. Инвеститор е холдинг „Българска индустрия“. Компанията е разположена върху 10 декара площ, от които 8,5 декара са сграден фонд. Теренът и сградите са закупени от бившия текстилния комбинат „Марица“, а в екипа на новото предприятие са привлечени  част от специалистите от старата фабрика.
В предприятието се произвеждат няколко вида тъкани: за постелъчно бельо, за работно облекло, за ризи и за кухненски интериор. Компанията е инвестирала и в екологични, щадящи околната среда технологии. Притежава собствена пречиствателна станция на отпадъчните води от апретурния цех, осигуряващ Първа степен на пречистване на водите. Енергийното стопанство на предприятието е на базата на природен газ.